# U-161号潜艇 (1918年)
陛下之161号潜艇是德意志帝国海军建造的一艘中型潜艇或称U艇。它由不来梅的伏尔铿船厂承建，于1918年3月23日下水，至同年6月29日交付使用。U-161号是在第一次世界大战期间服役的329艘德国潜艇之一，曾参加大西洋潜艇战。在其仅有的一次巡逻中，未能取得任何战功。战后，根据停战协议的要求，该艇于1918年11月20日被引渡至英国正式投降，并最终于1921年6月30日作为靶舰在英吉利海峡遭击沉。

## 设计

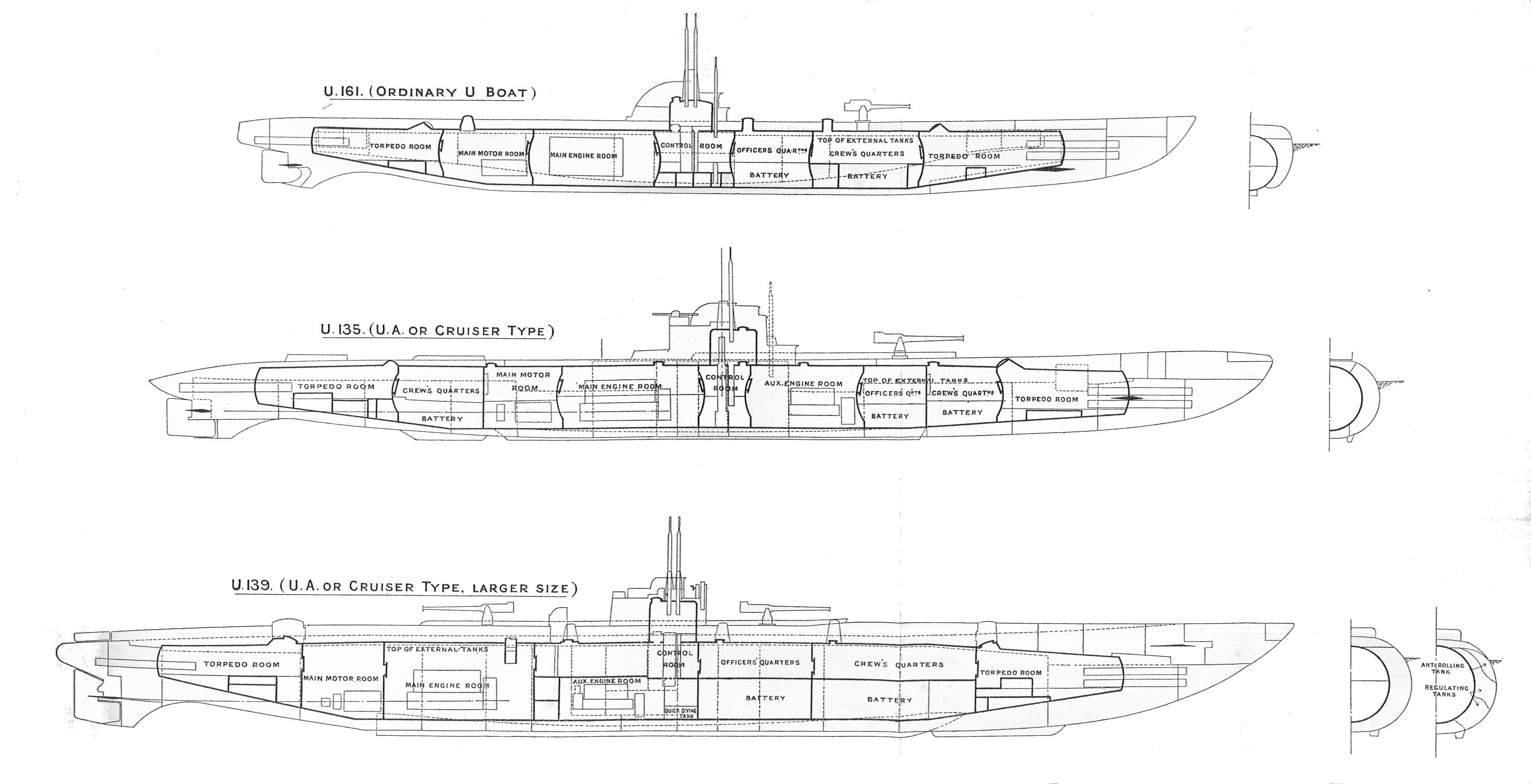
U-161号（上）与U-135号（中）和U-139号（下）的比较图

U-161号是由不来梅伏尔铿船厂承建的U-160至U-172号批次的二号艇。它沿袭了前一批次中型潜艇（U-105至U-114号）的设计，有较佳的机动性能；但在航速和续航里程方面略为下降，惟续排水量和潜航动力有所提升。U-161号的水上和水下排水量分别为821吨和1002吨。其全长71.55米；舷宽6.30米，当中的耐压壳体宽4.15米；有3.88米的吃水深度。艇只搭载有可在水上使用的两台猛狮六缸四冲程柴油发动机，总功率为2,400匹公制馬力（1,765千瓦特）；以及可在水下使用的西门子-舒克特双电动发电机，总功率为1,230匹公制馬力（905千瓦特））。这些发动机用以驱动双轴、每根轴各一个的直径1.70米长螺旋桨。它的潜航深度为50米。
U-161号在水上的最高速度达16.2節（30.0每小時），在水下的最高航速则为8.2節（15.2每小時）。它可以8節（15每小時）的速度在水上巡航8,500海里（15,700），或以5節（9.3每小時）的速度在水下巡航50海里（93）。该艇装备了六具直径为500毫米的鱼雷发射管，其中艇艏四具、艉部两具，并可合共携带至多16枚鱼雷；作为辅助武器的甲板炮则是一门105毫米45倍径速射炮。其标准船员编制为4名军官及32名水兵。

## 历史
U-161号是由德意志帝国海军作为Q项战时订单（Kriegsauftrag Q）的一部分，于1917年2月9日向不来梅的伏尔铿船厂订购。其艇体于1918年3月23日下水，至同年6月29日在首任暨唯一一任艇长、海军上尉瓦尔德马尔·冯·明希的指挥下正式交付使用。完成海试后，U-161号被编入分驻埃姆登和博尔库姆的第四潜艇区舰队服役，并一直隶属于该部队直至战争结束。
由于交付时间较晚，U-161号仅在北大西洋东部的不列颠岛周边执行过一次作战巡逻，期间未能击沉或击伤任何船只。其自身也在战争中幸存了下来，没有被击沉。战后，根据对德停战协议的要求，U-161号于1918年11月20日移交英国，并在哈维奇正式向协约国投降。继同年12月在德文港展出后，它便被一直搁置在当地，直至1921年6月30日才与U-135号一起被拖曳至英吉利海峡，由英国皇家海军L21号和L52号潜艇所共同击沉。沉没地点大致位于埃迪斯通灯塔以南约60英里（97）处。

## 脚注
1. ↑  Gröner 1991，第12-14頁.
2. 1 2  Helgason, Guðmundur. . German and Austrian U-boats of World War I - Kaiserliche Marine - Uboat.net.   [2015-03-16].
3. ↑  Helgason, Guðmundur. . German and Austrian U-boats of World War I - Kaiserliche Marine - Uboat.net.   [2022-01-20].
4. 1 2  Gröner 1991，第12–14頁.
5. 1 2  Helgason, Guðmundur. . German and Austrian U-boats of World War I - Kaiserliche Marine - Uboat.net.
6. ↑  Dodson & Cant，第54, 126頁.